# 瀛台泣血记

2004年出版的图书封面

《瀛台泣血記》（英語：Son of Heaven），又稱《光緒泣血記》，為清朝宫廷女官裕德齡所撰寫的一本有關光緒皇帝一生的故事，原著為英文，後由民初作家秦瘦鷗翻譯為中文。
書名中的“瀛台”位於北京中南海的南海，為一小島，中心建築為涵元殿，順治年間整修擴建後，取名「瀛台」。戊戌政變后，慈禧太后把光绪帝囚禁于涵元殿，後光绪不明所以的早于慈禧一天逝世。本書名緣於此，故曰《瀛台泣血》、《光緒泣血》。

## 著書緣起
裕德齡，又称德齡（1881年—1944年），生于武昌，童年及青少年在荆州、沙市度过。其父裕庚為清朝三品外交使臣，1895年裕庚出使日本、1899年出使法國，德齡均隨其父前往。1903年春，時年21歲的德齡隨父回到中國，因緣際會與其妹容齡一道赢得了慈禧太后的青睞，遂擔任慈禧御前英、法文的翻譯工作，還擔任過光緒皇帝的英文教師，成為紫禁城八女官之一。1905年裕庚因病去上海就醫，德齡與其妹前往上海探望其父，就此脫離宮廷生活。1915年後在美國以英文寫作，之後1930年代完成此部記實文學作品《瀛台泣血記》。

## 內容概述
全書有32章，德齡以報導文學的筆觸詳盡記述光緒皇帝悲慘的一生。雖然有些觀點不免有些偏頗失實，但是還可以帶領读者深入認識這位戊戌变法的主事者，其出生、身不由己的入宮、成長的壓抑、痛苦的婚姻，與太監李蓮英的相處矛盾、親爸爸（慈禧太后）的專橫、戊戌政變失敗後身陷瀛台的落寞、最後一章“龍座”也描寫著李蓮英稟承「上意」于（光绪）三十四年十月二十一日毒死光緒于涵元殿東室（“......當然，光緒知道他是中毒了，藥放在食物中，由他的老冤家李蓮英送過來。除了老佛爺外，或者說她採取不干涉的態度，而默許李蓮英的作為外，誰膽敢去作這種事......”）。
經由本書，可以從另一角度與觀點重新看待這位清帝國崩解前的皇帝如何的壯志未酬、與掙不脫慈禧掌控的悲慘一生。

## 评价
有认为：德龄对于历史的误读与误解，成为书中屡屡出现的硬伤。